# Nomi di Odino
Odino, il dio principale e forse il più conosciuto della Mitologia norrena, possedeva molti nomi. Gli si attribuiscono non meno di 200 nomi, a motivo del suo essere un dio multiforme. Durante le sue lunghe peregrinazioni in mezzo agli uomini e ad altre creature, come ad esempio i giganti, Odino adottava nomi sempre diversi, ciascuno con un significato ben preciso e spesso legato al mito di riferimento. La molteplicità di nomi serviva inoltre a nascondere la sua identità. La Gylfaginning, la prima parte dell'Edda di Snorri, ricorda che Odino aveva un aspetto triplice (þriggi). A lui poi sono dedicati numerosi toponimi sparsi per tutta la Scandinavia, con una maggiore concentrazione in Danimarca e Svezia e un'assenza totale in Norvegia e Islanda, dove più comune era il culto di Thor (per via del suo carattere conservatore). Odino era inoltre il dio della magia, conoscitore delle rune, e creatore del sacrificio. Il nome nella cultura nordica era un elemento essenziale. Era ciò che determinava l'indivindualità di una persona e di un oggetto: dando un'occhiata a qualunque mito, si ci rende conto che anche gli oggetti all'apparenza più insignificanti sono dotati di un nome. Il nome era ciò che dava vita, cioè anima, a qualunque cosa.

## Lista di nomi
Di seguito sono elencati i nomi di Odino nella forma norrena insieme al loro significato e le fonti.
| NOME                                       | TRADUZIONE | FONTE                                                                                             |
| Aldaföðr o Aldafaðir                       | Padre degli uomini | Óðins nöfn (1), Vafþrúðnismál (4)                                                                 |
| Aldagautr o Aldinngautr                    | Progenitore degli uomini | Baldrs draumar                                                                                    |
| Alföðr                                     | Padre di tutti | Gylfaginning, Óðins nöfn (2)                                                                      |
| Algingautr                                 | Il vecchio Gautr |                                                                                                   |
| Angan Friggjar                             | Delizia di Frigg | Völuspá                                                                                           |
| Atriðr, Atriði                             | Cavaliere che attacca | Gylfaginning,                                                                                     |
| Ásagrimmr                                  | Signore degli Asi |                                                                                                   |
| Ása-Oðinn                                  | Odino degli Asi |                                                                                                   |
| At öllum, er á heyrðu, þótti þat eina satt | A coloro che lo ascoltavano sembrava vero solo ciò che diceva lui                                                             | Ynglinga saga (6)                                                                                 |
| Auðunn                                     | Ricco | Ynglinga saga (6-7)                                                                               |
| Baldrsfaðr                                 | Padre di Baldr |                                                                                                   |
| Báleygr                                    | Occhio fiammeggiante | Gylfaginning; Skáldskaparmál; Grímnismál; Hákonardrápa di Hallfreðr vandræðaskáld; Óðins nöfn (6) |
| Biflindi                                   | Scuotitore di lancia o di scudo                                                                                               |                                                                                                   |
| Blindi o Blindr                            | Cieco |                                                                                                   |
| Böðgæðir                                   | |                                                                                                   |
| Bölverkr                                   | | Gylfaginning, Skáldskaparmál, Hávamál (109), Grímnismál (47) Óðins nöfn (7)                       |
| Bróðir Vilis o Vilja                       | Fratello di Vili |                                                                                                   |
| Brúni                                      | Scuro |                                                                                                   |
| Brúnn                                      | Orso o scuro |                                                                                                   |
| Balder                                     | Principe |                                                                                                   |
| Byrlindi                                   | |                                                                                                   |
| Draugadróttinn                             | Signore dei Draugar | Ynglinga saga                                                                                     |
| Dresvapr (kenning)                         | |                                                                                                   |
| Ein sköpuðr galdra                         | Creatore di canti magici (galdra)                                                                                             |                                                                                                   |
| Ennibrattr (kenning)                       | |                                                                                                   |
| Eylúðr                                     | |                                                                                                   |
| Fimbultýr                                  | Dio magicamente potente | Hávamál (80, 140, 142)                                                                            |
| Forni                                      | Antico |                                                                                                   |
| Fornölvir                                  | Antico sacerdote |                                                                                                   |
| Gapþrosnir                                 | Mago | Edda Snorra Sturlusonar, Ed. Arnamagnæana                                                         |
| Geiguðr (kenning)                          | |                                                                                                   |
| Ginnar                                     | Ingannatore |                                                                                                   |
| Gizurr                                     | Colui che intuisce il vero |                                                                                                   |
| Glapsviðr                                  | Abile negli incantesimo o seduttore                                                                                           |                                                                                                   |
| Gollnir (kenning)                          | |                                                                                                   |
| Gollor (kenning)                           | |                                                                                                   |
| Göndlir                                    | Mago |                                                                                                   |
| Grím o Grímnir                             | Maschera o Mascherato |                                                                                                   |
| Gunnblindi                                 | Colui che rende cieco in battaglia                                                                                            |                                                                                                   |
| Hagverkr                                   | Colui che agisce con benevolenza                                                                                              |                                                                                                   |
| Haptagoð                                   | Dio dei legami |                                                                                                   |
| Hár o Hárr                                 | Alto |                                                                                                   |
| Hárbarðr                                   | Barba grigia | Hárbarðsljóð                                                                                      |
| Helblindi                                  | Colui che acceca fino alla morte                                                                                              |                                                                                                   |
| Hengikjöptr o Hengikeptr                   | Guancia cadente | Gautreks saga 4,7                                                                                 |
| Herblindi                                  | Colui che acceca l'esercito                                                                                                   |                                                                                                   |
| Hleifruðr (kenning)                        | |                                                                                                   |
| Hléföðr                                    | Padre famoso |                                                                                                   |
| Hléfreyr (kenning)                         | |                                                                                                   |
| Höttr                                      | Cappuccio |                                                                                                   |
| Hrami (kenning)                            | |                                                                                                   |
| Hrjóðr o Hrjótr                            | Terribile |                                                                                                   |
| Hroptr                                     | Divinità suprema |                                                                                                   |
| Hroptatýr                                  | |                                                                                                   |
| Hrosshárs-Grani                            | Colui che ha il labbro ricoperto di peli di cavallo                                                                           | Gautreks saga;                                                                                    |
| Hvatmóðr (kenning)                         | |                                                                                                   |
| Jalfaðr                                    | |                                                                                                   |
| Jálgr o Jálkr                              | Cavallo castrato | Helgakviða Hundingsbana in fyrri, 40; Helgakviða Hjörvarðssonar, 20; Vellekla, 24                 |
| Jólnir                                     | Signore degli dèi |                                                                                                   |
| Jolfuðr (kenning)                          | |                                                                                                   |
| Lóðungr o Löndungr                         | Colui che porta il mantello                                                                                                   |                                                                                                   |
| Óske od Óski                               | Colui che appaga i desideri                                                                                                   |                                                                                                   |
| Rauðgrani                                  | Barba rossa | Bárðar saga Hítdœlakappa; Saga di Oddr l'Arciere (versione lunga)                                 |
| Rögni o Rögnir                             | Signore |                                                                                                   |
| Saðr                                       | Veritiero |                                                                                                   |
| Sannr                                      | Veritiero |                                                                                                   |
| Sanngetall                                 | Colui che intuisce il vero |                                                                                                   |
| Síðgrani                                   | Barba cadente o barba lunga                                                                                                   | Völsunga saga                                                                                     |
| Síðhöttr                                   | Lungo cappuccio |                                                                                                   |
| Síðskeggr                                  | Barba lunga o barba cadente                                                                                                   | Völsunga saga                                                                                     |
| Sigðir (kenning)                           | |                                                                                                   |
| Sígtýt                                     | |                                                                                                   |
| Sigvaðir                                   | |                                                                                                   |
| Skilfingr                                  | |                                                                                                   |
| Skollvaldr (kenning)                       | Abile nell'inganno |                                                                                                   |
| Sváfnir                                    | |                                                                                                   |
| Sviðrir                                    | |                                                                                                   |
| Svipall                                    | Mutevole |                                                                                                   |
| Tveggi                                     | Doppio |                                                                                                   |
| Tviblindi                                  | Cieco da entrambi gli occhi                                                                                                   |                                                                                                   |
| Þekkr                                      | Piacevole |                                                                                                   |
| Þriði                                      | Triplo |                                                                                                   |
| Þriggi                                     | Triplice |                                                                                                   |
| Þrór                                       | Proficuo |                                                                                                   |
| Þróttr                                     | Forza | Glymdrápa (2)                                                                                     |
| Þuðr                                       | |                                                                                                   |
| Þundr                                      | |                                                                                                   |
| Uðr                                        | |                                                                                                   |
| Vakr                                       | |                                                                                                   |
| Valföðr                                    | |                                                                                                   |
| Váfuðr                                     | Vento |                                                                                                   |
| Viðrir                                     | Tempestoso | Hrafnagaldr Óðins (9)                                                                             |
| Viður                                      | ”Legno”, forse metonimia per l’albero cosmico Yggdrasill, cui secondo la leggenda rimase appeso per nove giorni e nove notti. |                                                                                                   |
| Yggjungr (kenning)                         | |                                                                                                   |
| Yggr o Yggir                               | Terribile |                                                                                                   |